# Le Journal intime de Georgia Nicolson (film)
Pour plus de détails, voir Fiche technique et Distribution.
Le Journal intime de Georgia Nicolson (Angus, Thongs and Perfect Snogging) est une comédie britannico-américaine coécrite et réalisée par Gurinder Chadha et sortie en 2008. Il s'agit d'une adaptation des deux premiers tomes de la série Le Journal intime de Georgia Nicolson de Louise Rennison, Mon nez, mon chat, l'amour et moi et Le bonheur est au bout de l'élastique. Le rôle principal est tenu par Georgia Groome.

## Synopsis
À la veille de ses 15 ans, Georgia (Georgia Groome) a le coup de foudre pour Robbie (Aaron Taylor-Johnson), le nouveau du lycée « 100 % beau gosse » et membre du groupe The Stiff Dylans. Hélas, Robbie sort déjà avec la pire ennemie de Georgia : la parfaite et très blonde Lindsay (Kimberley Nixon). Avec l'aide de ses parents bien intentionnés, de son chat Angus, haut en couleur, et de sa bande de copines le « Top Gang », Georgia monte des plans complètement délirants pour mettre la main sur le petit ami de ses rêves, et pour organiser la meilleure fête d'anniversaire qui ait jamais été !

## Fiche technique
Sauf indication contraire, les informations mentionnées dans cette section peuvent être confirmées par la base de données cinématographiques IMDb,  présente dans la section « Liens externes ».
- Réalisation : Gurinder Chadha
- Scénario : Gurinder Chadha, Paul Mayeda Berges, Will McRobb et Chris Viscardi
- Production : Paramount Pictures
- Pays de production : États-Unis et Royaume-Uni
- Genre  : Comédie
- Langue : Anglais
- Format : Couleur, 35 mm, SD DS Dolby Digital DTS, rapport de forme 2.35 : 1
- Durée : 95 minutes
- Dates de sortie :
  - Royaume-Uni : 25 juillet 2008
  - États-Unis : 12 mars 2009 (DVD)
  - Belgique : 22 juillet 2013

## Distribution
- Georgia Groome : Georgia Nicolson
- Aaron Taylor-Johnson (VF : Alexandre Nguyen) : Robbie
- Karen Taylor (en) : la mère de Georgia
- Alan Davies (VF : Stéphane Miquel) : le père de Georgia
- Eleanor Tomlinson (VF : Lily Rubens) : Jas
- Georgia Henshaw (en) : Rosie
- Manjeeven Grewal (VF : Adeline Chetail) : Ellen
- Kimberley Nixon : Lindsay
- Sean Bourke (VF : Jim Redler) : Tom
- Tommy Bastow (en) : Dave la déconne
- Liam Hess (de) : Peter Dyer
- Eva Drew : Libby
- Steve Jones : Jem
- Camilla McGarty : Pamela Green
- Ingrid Oliver : Miss Stramp
- Matt Brinkler : Sven
- Lizzie Roper (en) : Becky
- Matt Harris (VF : Nathanel Alimi) : membre Stiff Dylans

 Source et légende : version française (VF) sur RS Doublage